# 平行天堂
《平行天堂》是岡本倫的日本漫畫作品，於2017年3月18日發售的講談社的青年漫畫雜誌《週刊Young Magazine》2017年16號開始連載中，單行本中文版由東立出版社代理發售。截至2025年5月，累積銷量超過500萬卷。

## 故事
太多陽太無意間來到異世界，他首先遇到露美後得知這個世界僅有女性存在。不久之後陽太得知由於因嫉妬之神的詛咒導致這裡女性只能活到20歲。為了打倒嫉妬之神解除詛咒，陽太與露美兩人開始到各地探尋嫉妬之神的下落。

## 登場角色

### 主要角色
太多陽太
本作的主角，高中學生，對奇幻遊戲的知識有些掌握，喜歡青梅竹馬仁科。
受到父親影響而學習劍道和柔道並參加劍道比賽。曾在劍道比賽中撃敗過金城，令金城對陽太結下深仇大恨。
被奇裝異服的人從課室推出墜樓進入異世界，並偶遇露美。
得知自己是世界三千年後再現的男性，如果以男性身份示眾會引起牽連大波，大部份時間都會以女性裝扮行事。
如果沒有吃下變聲糖果，他的聲線會被辦別出為男性，而且與加爾的叫聲相似。
對異世界的女性會有保護心態，除了女性交配而需要外，陽太都不會主動侵犯。
為了解放所有女性的崩月詛咒，就開始到各地探尋嫉妬之神的下落。
據仁科所言是唯一能殺死金城的人。
仁科
身高157，三圍不明
陽太的青梅竹馬。
在陽太失足墜樓後，一直照顧現實世界的陽太直至陽太醒來，但隨後被奇裝異服的人從醫院推出墜樓進入異世界。
雖然在現實世界中與陽太墜樓時間差不多，但進入異世界時比陽太早3000年。
在異世界中被稱為「慈悲之神」。
在異世界中初次被陽太發現被認為是「嫉妬之神」，表面想陽太尋求弒神之劍殺死自己，實際是引導陽太前往尋找並殺死金城(真正的嫉妬之神)
露美（聲：雨宮天（2019年CM））
身高157，三圍88G/58/89
本作的女主角，米斯城五重奏成員，凱薩王國的聖騎士。亦是王國里最強劍士。吉尼亞斯經常會站在她肩上。
首位發現男性(陽太)的人，隨即被魔物襲擊時被陽太所救。後來喜歡上他並陪伴他探險。
陽太首位交配，亦是次數最多的女性。若得知陽太和其他女性交配偶爾會失落，但體諒陽太是以解放詛咒和女性需要為理由而交配。

### 米斯城
莉莉婭
身高158，三圍74AA/56/81
五重奏成員，凱薩王國的最強弓箭手。中性外表，自稱小生。因為胸部比較平，所以射箭時毫無障礙。
雖然表面很認真，對於性的好奇心相當大。
實際上為將現實的陽太帶到異世界的人，但陽太在異世界碰到的莉莉婭似乎無此記憶。
美咲
身高153，三圍8C/55/84
五重奏的領頭人，使用雙劍為武器的忍者。由於美咲的姐姐被加爾殺死而討厭男性。
後來因為不小心碰到陽太而發情，與陽太交配後而和好。
曾用計拖延魔女吃人的速度。
波瑠
身高171，三圍90D/63/91
五重奏成員，使用巨劍戰鬥的守護騎士。在陽太來臨異世界時在五重奏當中年齡最大的一員。
亦是唯獨沒有和陽太交配過的成員。觸發崩月時在各成員和陽太面前消失，死前委託陽太糾正世界，令陽太下定決心解放嫉妬之神的詛咒。
桃子
身高163，三圍94I/61/91
五重奏成員，有著成熟氣息的長矛手，也是城堡公主的巫女之一。
傳說她"為了勝利而不擇手段"。得知解放詛咒的方法後，為了自己延長壽命而強迫陽太交配。
後來墮落成為了魔女，替國母駐守城堡的地下花園，被打敗後被關進鐵處女裡面。

### 地縛神
地縛神
類似於現實世界中的地縛靈，會說話，每個城鎮都有一個地縛神。
吉尼亞斯
有三隻腳的白頭鴉，象征光和武的掌管者Z經常會站在露美肩上。
告知陽太異世界的事情，包含忌妒之神與詛咒，以及與女人對男人無抵抗力以及交配即可解除詛咒。

### 城堡
由真
凱薩王國最高領導人，據說也是長命百歲，且所有女性皆是其所生，故被稱為國母，被陽太懷疑也是魔女。弱點位於口中最深處的兩枚牙齒。在得知陽太這個男人存在後，下令全民捉捕男人，後更直接讓守衛者以及軍隊意圖殺死陽太以及與其交配過的女性。與陽太、仁科、金城同為日本人。經仁科說明後得知其是3000年前獲得金城一部份能力而成為魔女的人，為了保持年輕，長期吃掉自己的國民。非常愛戀金城，故所以非常痛恨陽太。
金城
真正的「嫉妬之神」，異世界3000年前的男人，是與陽太同時期的日本高中生，比陽太早些時間穿越，但穿越後的時間比陽太早3000年。是詛咒全部男人消失並對所有女人施放崩月詛咒的元兇。過去因失去母愛及受到親戚家暴的原因，從小就心裡扭曲，崇尚暴力及勝利，因陽太曾在劍道對決贏過他，便想盡方法打敗陽太，甚至綁架仁科以及殺害陽太母親，以此讓陽太動搖來獲勝，行兇之後便行蹤不明。
據仁科所說，3000年前金城穿越後，獲得能力施放詛咒，從此荒淫無道，逼迫每個女人與自己交配，還經常用各種方式侮辱凌虐女人，後來受到不知明原因被封印沉睡3000年。仁科透露出金城非常痛恨陽太，若金城甦醒後會立刻殺死陽太。

## 術語
崩月
異世界當中的女性受到忌妒之神﹙金城﹚詛咒，在20歲左右時身體會開始腐化而死。
女性會在除睡覺時，其餘時間頭上配戴黑色特殊頭飾來預判自己死亡時間，頭飾破裂後半天內就會死亡。
經地縛神告知女人與男人交配後，可避免崩月發生。交配後脖子上需有黑色圈才可避免，目前已確定有些在尚未確認的條件下交配的女人，並不會產生黑色圈，且一樣會受到崩月而死。
加爾
臉上長著四個眼睛一樣的洞的肌肉發達的人形怪物，是異世界少女們的天敵和宿敵。
它的弱點位置是四個眼睛中的其中一隻。如果不准確地擊中它的弱點，它會以超快的速度再生，即使它的頭部被炸掉。
它會以插入女性的陰道或口腔並注入劇毒以殺死女性。
遇到男性時，它會尖叫“Vi”並逃跑；但當它遇到非處女時，它會大喊同樣的詞並更加猛烈地攻擊。
魔女
均為擁有強大魔法力的女性，變成魔女的方法尚不明確，但在初步成為魔女時會獲得數百年壽命，在受到重創以及憤怒時均會變身成大型怪物，且會獵食人類以保持增加自己的生命。目前已與陽太相遇的魔女已經有五位，其中三位已被陽太殺死。

## 出版書籍
| 卷數 | 講談社         | 講談社                                                  | 東立出版社     | 東立出版社             |
| 卷數 | 發售日期       | ISBN                                                    | 發售日期       | ISBN                   |
| ---- | -------------- | ------------------------------------------------------- | -------------- | ---------------------- |
| 1    | 2017年8月4日   | ISBN 978-4-06-510095-0 ISBN 978-4-06-510223-7（特裝版） | 2020年1月9日   | ISBN 978-957-26-4486-7 |
| 2    | 2017年11月17日 | ISBN 978-4-06-510351-7 ISBN 978-4-06-510826-0（特裝版） | 2020年5月4日   | ISBN 978-957-26-4487-4 |
| 3    | 2018年3月19日  | ISBN 978-4-06-511039-3 ISBN 978-4-06-511496-4（特裝版） | 2020年7月2日   | ISBN 978-957-26-4488-1 |
| 4    | 2018年7月6日   | ISBN 978-4-06-512025-5                                  | 2020年8月7日   | ISBN 978-957-26-4489-8 |
| 5    | 2018年10月5日  | ISBN 978-4-06-513146-6                                  | 2020年12月28日 | ISBN 978-957-26-4490-4 |
| 6    | 2019年2月6日   | ISBN 978-4-06-514568-5 ISBN 978-4-06-514977-5（特裝版） | 2021年4月19日  | ISBN 978-957-26-4491-1 |
| 7    | 2019年6月6日   | ISBN 978-4-06-516134-0                                  | 2021年7月12日  | ISBN 978-957-26-4492-8 |
| 8    | 2019年10月4日  | ISBN 978-4-06-517233-9 ISBN 978-4-06-517234-6（特裝版） | 2022年1月13日  | ISBN 978-957-26-4493-5 |
| 9    | 2020年2月6日   | ISBN 978-4-06-518218-5                                  | 2022年9月5日   | ISBN 978-957-26-5888-8 |
| 10   | 2020年5月7日   | ISBN 978-4-06-519551-2                                  | 2023年3月3日   | ISBN 978-957-26-6112-3 |
| 11   | 2020年8月5日   | ISBN 978-4-06-520460-3                                  | 2023年7月21日  | ISBN 978-957-26-6113-0 |
| 12   | 2020年11月6日  | ISBN 978-4-06-521373-5                                  | 2023年8月18日  | ISBN 978-957-26-6114-7 |
| 13   | 2021年3月5日   | ISBN 978-4-06-522578-3 ISBN 978-4-06-522577-6（特裝版） | 2024年1月5日   | ISBN 978-957-26-7294-5 |
| 14   | 2021年6月4日   | ISBN 978-4-06-523665-9                                  | 2024年4月25日  | ISBN 978-957-26-7295-2 |
| 15   | 2021年9月6日   | ISBN 978-4-06-524764-8                                  | 2025年1月2日   | ISBN 978-957-26-8015-5 |
| 16   | 2021年12月6日  | ISBN 978-4-06-526173-6                                  |                |                        |
| 17   | 2022年3月4日   | ISBN 978-4-06-527064-6                                  |                |                        |
| 18   | 2022年7月6日   | ISBN 978-4-06-528412-4                                  |                |                        |
| 19   | 2022年11月4日  | ISBN 978-4-06-529805-3                                  |                |                        |
| 20   | 2023年3月6日   | ISBN 978-4-06-531066-3                                  |                |                        |
| 21   | 2023年6月6日   | ISBN 978-4-06-531978-9                                  |                |                        |
| 22   | 2023年9月6日   | ISBN 978-4-06-533008-1                                  |                |                        |
| 23   | 2023年12月6日  | ISBN 978-4-06-533626-7                                  |                |                        |
| 24   | 2024年4月5日   | ISBN 978-4-06-534911-3                                  |                |                        |
| 25   | 2024年7月5日   | ISBN 978-4-06-536269-3                                  |                |                        |
| 26   | 2024年10月4日  | ISBN 978-4-06-537255-5                                  |                |                        |
| 27   | 2025年1月6日   | ISBN 978-4-06-538171-7                                  |                |                        |
| 28   | 2025年5月7日   | ISBN 978-4-06-539621-6                                  |                |                        |

## 外部連結
- 官方介紹頁 （页面存档备份，存于）（日語）
- パラレルパラダイス｜エブリスタ （页面存档备份，存于）